# René Viviani
René Raphaël Viviani (8 de novembro de 1863 — 7 de setembro de 1925) foi um político francês. Ocupou o cargo de primeiro-ministro da França, entre 13 de Junho de 1914 a 29 de outubro de 1915.